# Blanqueta perfumada
La blanqueta perfumada o blanqueta de nervis verds (Pieris napi) és una espècie de lepidòpter papilionoïdeu de la família dels pièrids (Pieridae) present als Països Catalans.

## Aspecte i distribució

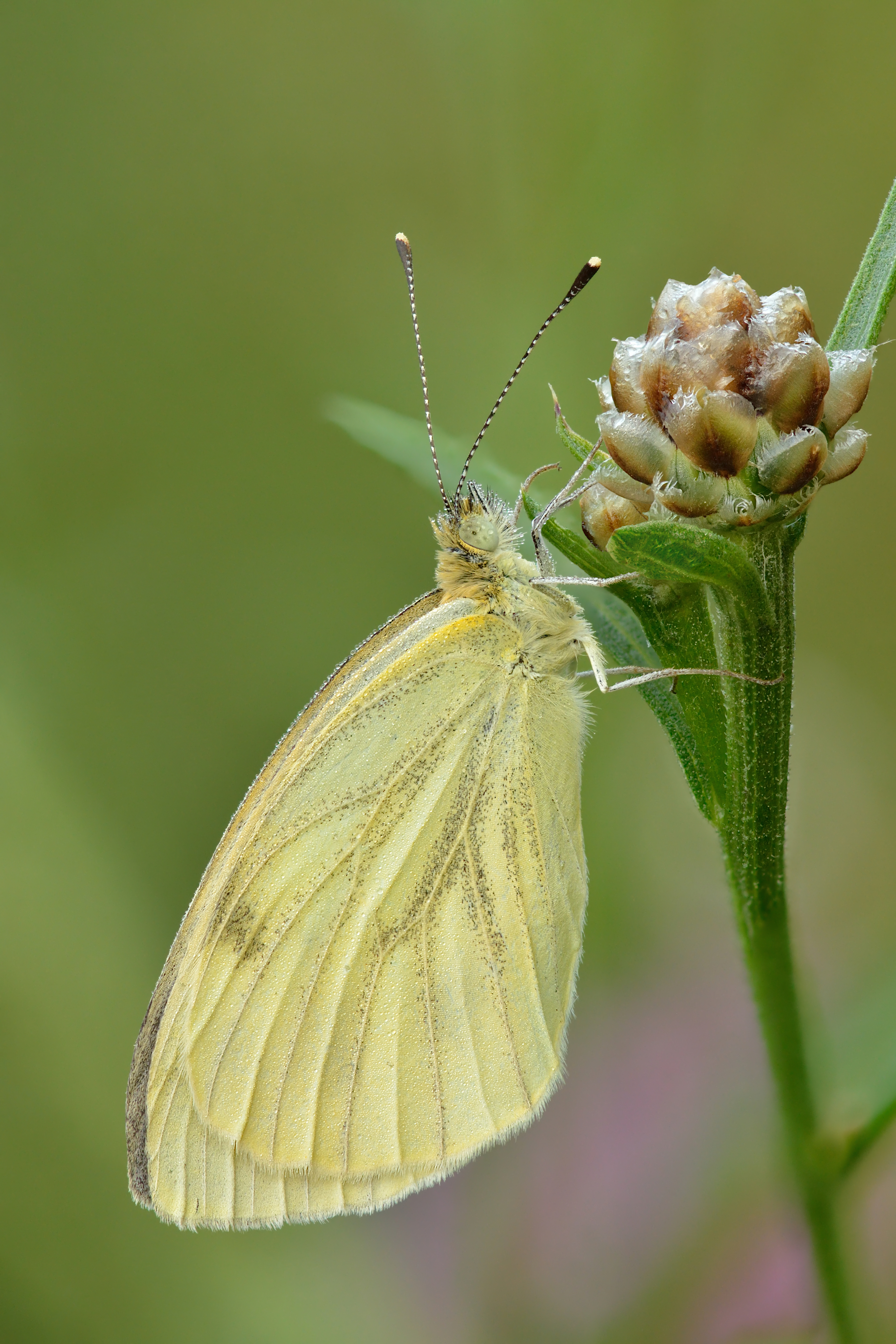
Blanqueta perfumada

És una espècie generalitzada a tot Europa i Àsia, el subcontinent indi, Japó, el Magrib i Amèrica del Nord.
Igual que en altres papallones "blanques", els sexes difereixen. La femella té dos punts a cada ala davantera i el mascle només en té un. Les venes de les ales de la femella estan en general marcades més fortament. La superfície inferior de les ales posteriors és de color groc pàl·lid amb les venes ressaltades per escates negres que li donen un tint verdós. Per a pondre els seus ous prefereix les crucíferes silvestres. Els mascles emeten una feromona sexual que és perceptible per a l'ésser humà, el citral, el component bàsic de l'oli de la pell de la llimona.

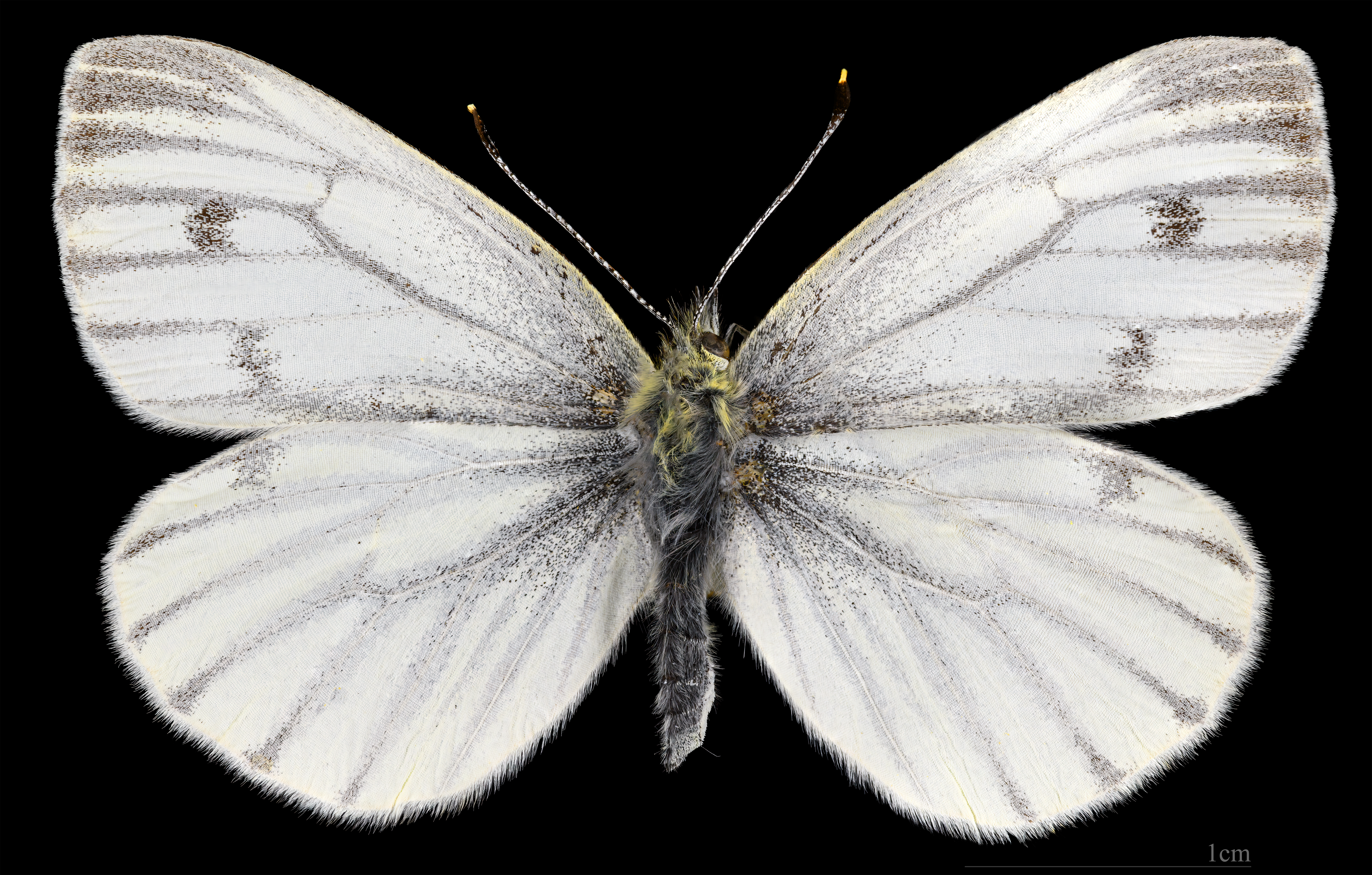
Pieris napi ♀
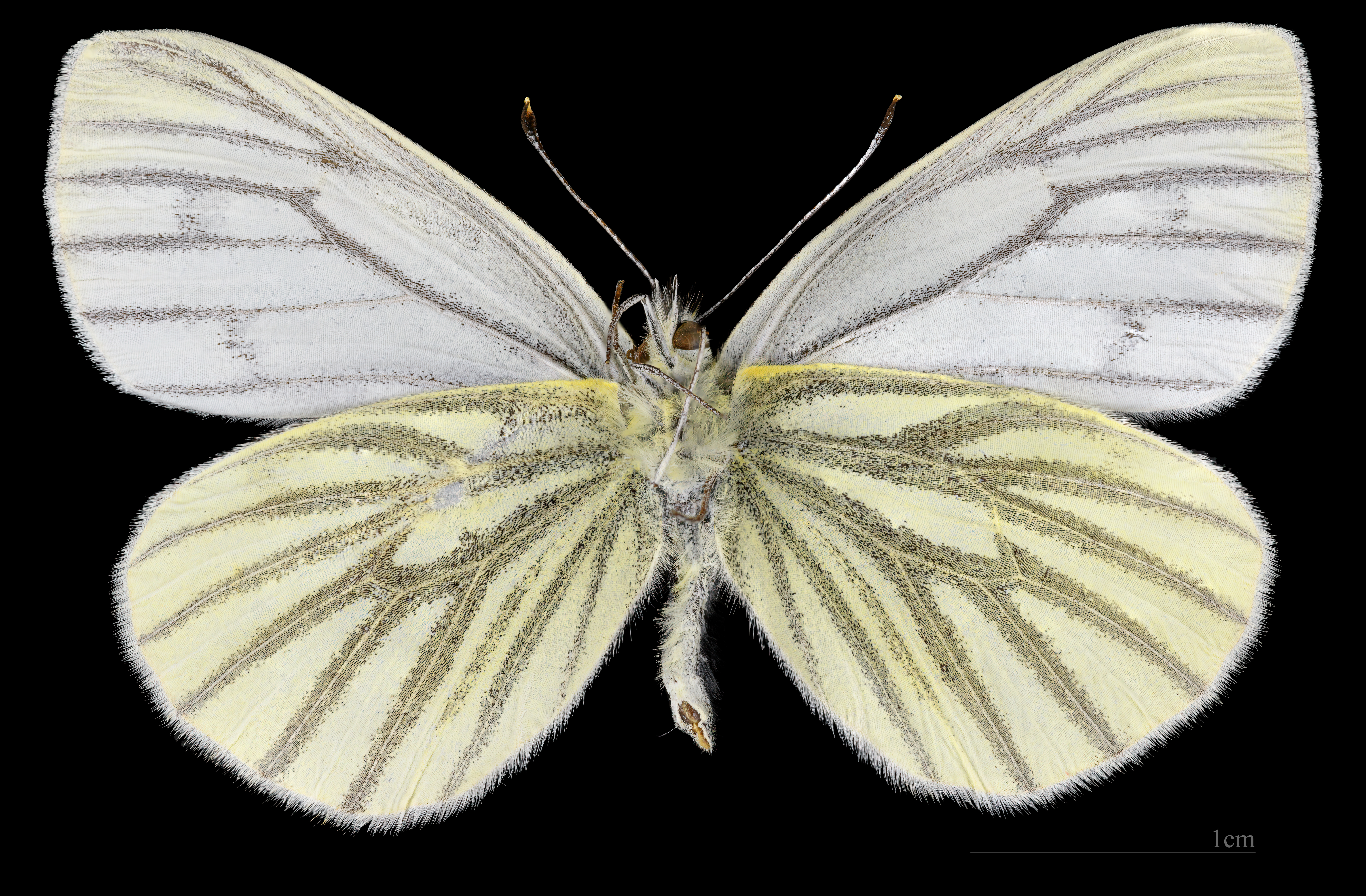
Pieris napi ♀ △

## Cicle de vida i plantes nutrícies
Els ous són dipositats individualment en una àmplia gamma de plantes nutrícies, incloent Sisymbrium officinale, Alliaria petiolata, Cardamine pratensis, Rorippa nasturtium-aquaticum, Sinapis arvensis, Cardamine amara, Brassica oleracea i Raphanus raphanistrum. Per això rarament és una plaga en jardins o conreus de camp.
L'eruga és de color verd i es camufla bé. Quan arriba a la darrera fase és verda amb berrugues negres, de la qual sorgeixen pèls blanquinosos i negrencs. Té una línia més fosca al llarg de la part posterior i una línia groga als costats. Per sota és de color gris blanquinós.
Igual que altres espècies de Pieris passa l'hivern com a pupa. És de color verd amb les parts elevades de color groguenc i marró. Aquesta és la forma més freqüent, tot i que varia del color groguenc al grisenc o marronós.

## Hàbitat
Pieris napi es troba en llocs humits, coberts d'herba amb una mica d'ombra, en marges de bosc, tanques, prats i valls boscoses. Les darreres generacions amplien el seu hàbitat a la recerca de plantes nutrícies alternatives en llocs secs i florits. A la Mediterrània també es troba en matolls al voltant dels rierols de muntanya i en les planes d'inundació amb Nasturtium officinale. Es troba des del nivell del mar fins a gran altitud (2500 m a Europa central, 2600 m a Itàlia, 3600 m al Marroc).

## Temps de vol
Les generacions varien segons la ubicació, l'elevació i la temporada. Al nord d'Europa hi ha dues o tres generacions d'abril a principis de setembre. En zones més càlides i en alguns bons anys hi ha una quarta generació. Al sud d'Europa hi ha tres o més generacions que es superposen parcialment des de març fins a octubre.

## Comportament
Investigacions recents ha demostrat que quan els mascles s'aparellen amb una femella, injecten salicilat de metil juntament amb el seu esperma. L'olor d'aquest compost repel·leix altres mascles, assegurant així la paternitat dels ous del primer mascle.
Després de l'aparellament la femella mostrarà una postura negativa cap altres mascles alliberant salicilat de metil durant els festeigs posteriors. L'alliberament d'aquest anti-afrodisíac acabarà ràpidament amb el seguici. Els mascles són molt sensibles a les diferències en els nivells de salicilat de metil, i utilitzaran aquest sentit per influir en el seu comportament d'aparellament. No obstant això una femella verge mostrant una postura molt similar alliberarà una química diferent que perllongarà el ritual de festeig. Els mascles són més sensibles a aquestes diferències químiques i posturals, i poden discriminar entre una femella verge receptiva i una femella aparellada poc receptiva.
El mascle d'adult d'aquesta espècie té una olor distintiva que s'assembla a la marialluïsa.
En general les femelles que s'aparellen diverses vegades tenen una major temps de fecunditat, ponen ous més grans i viuen més temps en comparació amb les femelles que s'aparellen només una vegada. En la majoria dels organismes és la femella la que més contribueix a la reproducció de la descendència, ja que ella ha d'invertir en un ou i després portar el zigot.
Els mascles, d'altra banda, només proporcionen un espermatozoide que és de baix cost. En Pieris napi, però, l'aparellament és extraordinàriament costós per als mascles, ja que l'ejaculació produïda no només conté els espermatozoides, sinó que també conté substàncies accessòries. Aquestes substàncies fan de mitjana el 15% de la massa corporal masculina i s'incorporen en els teixits reproductius durant el procés d'aparellament. Per tant, el dot donat pels mascles en l'aparellament constitueix un esforç inversor.
En Pieris napi, el regal nupcial és un exemple de cooperació sexual cap a un interès comú tant de mascles com de femelles. L'existència de nutrients en l'ejaculació és beneficiós per les femelles perquè augmenta la seva longevitat i fecunditat, i finalment promou reaparellaments.

## Taxonomia
Algunes autoritats consideren que Pieris napi pot ser una superespècie que inclouria Pieris virginiensis, Pieris oleracea i Pieris bryoniae.

## Subespècies
- Pieris napi adalwinda (Fruhstorfer, 1909) Finlàndia, Suècia
- Pieris napi meridionalis Heyne & Rühl, 1895, Espanya, Itàlia
- Pieris napi segonzaci (le Cerf, 1923) Atles Alt
- Pieris napi maura (Verity, 1911) Glacières de Blida, Algèria
- Pieris napi atlantis (Oberthür, 1923) Azrou, Atles de Mig, Marroc
- Pieris napi flavescens (Wagner, 1903) Mödling, Àustria

## Galeria

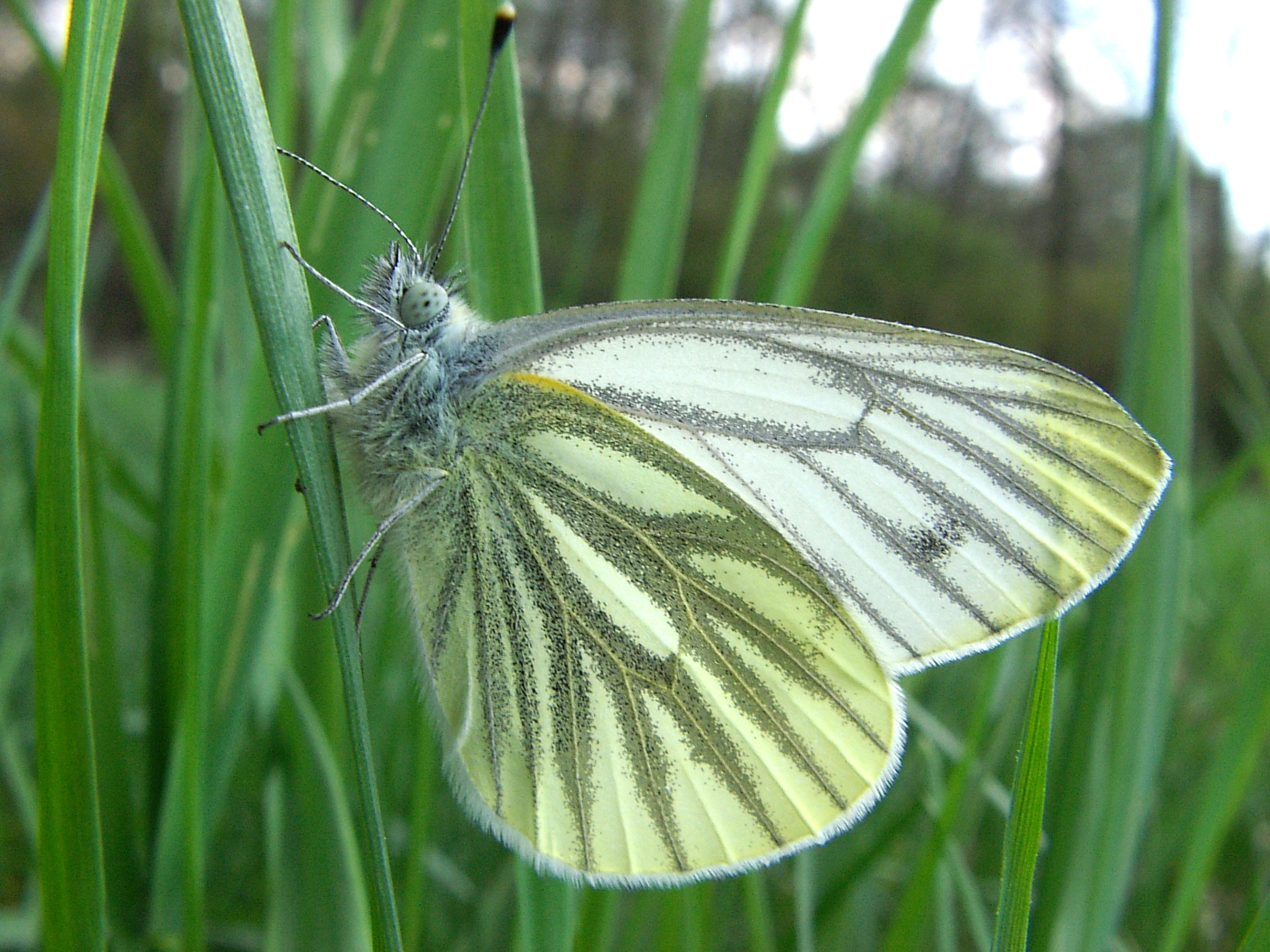
Pieris napi
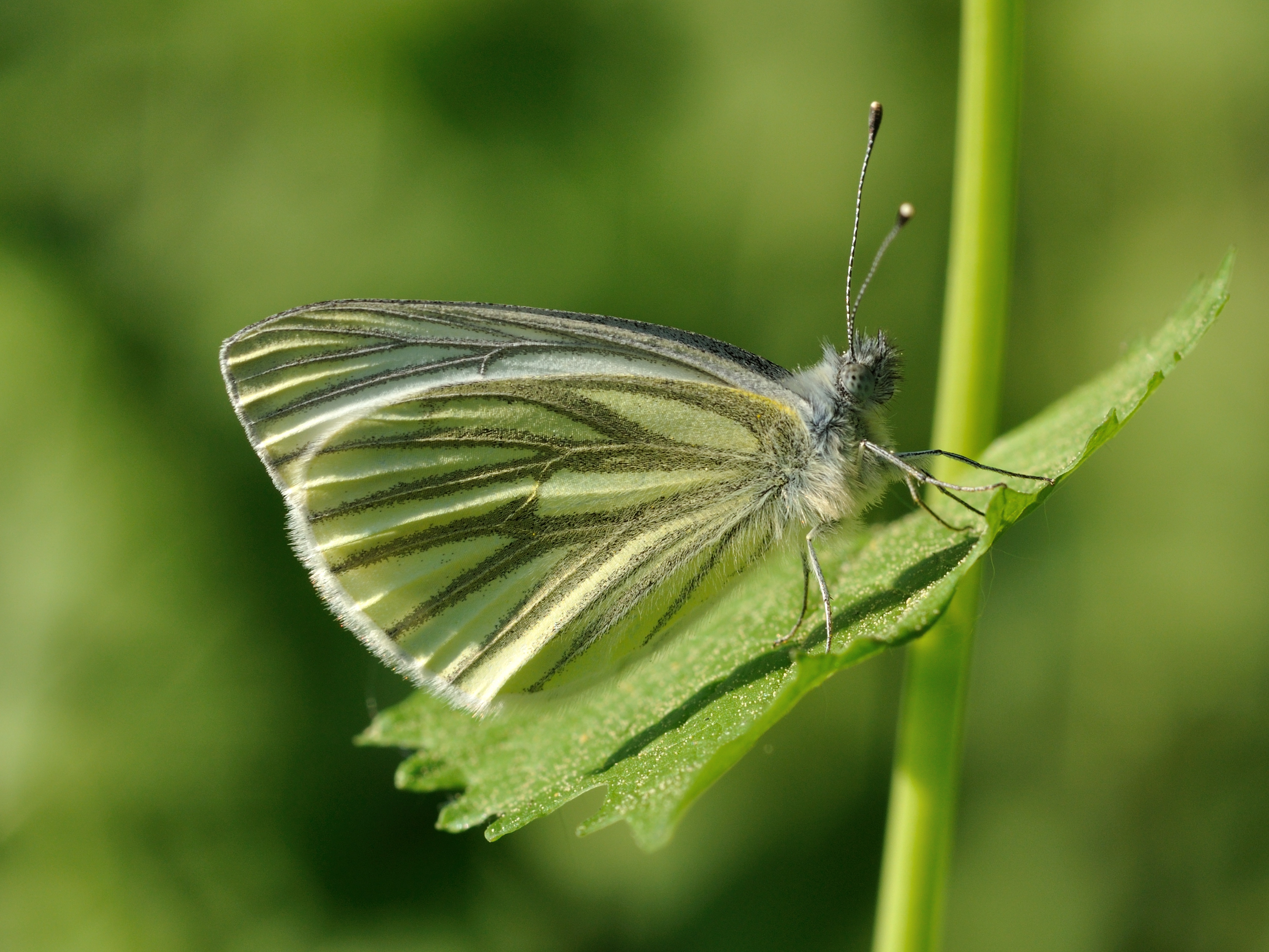
Pieris napi
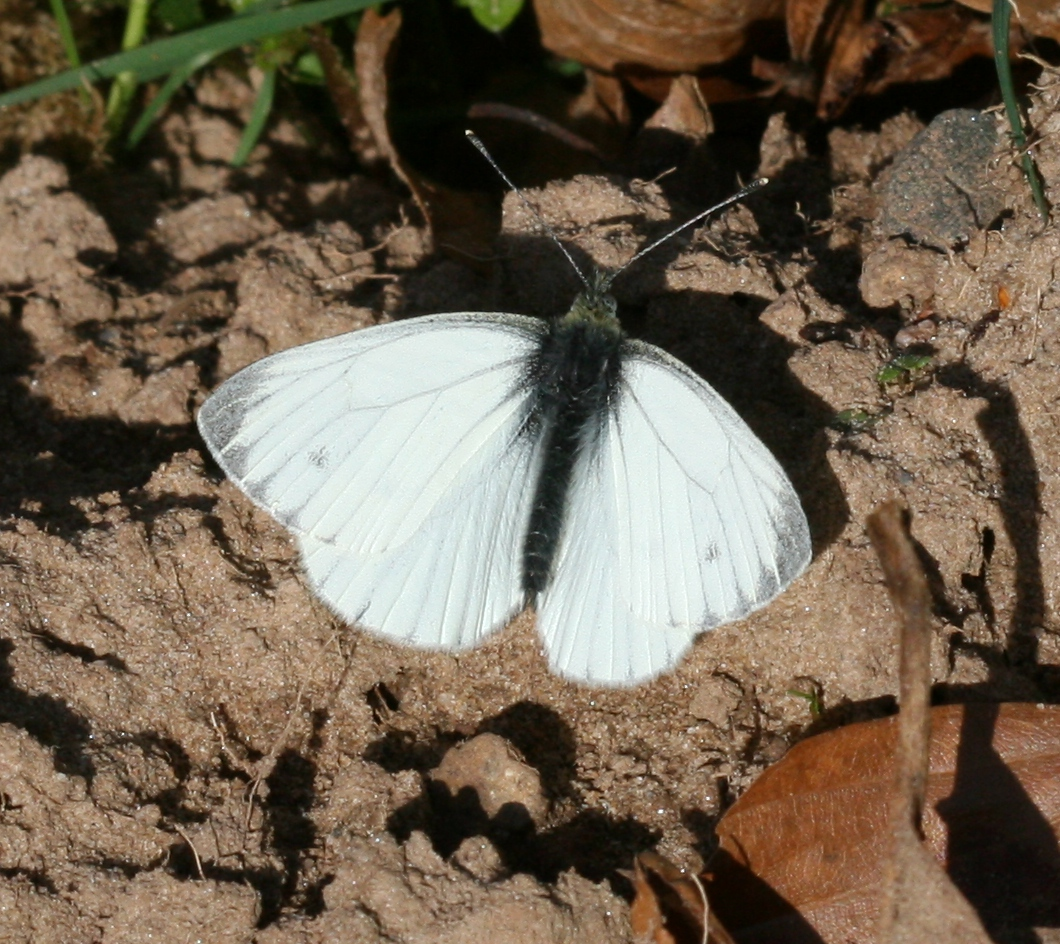
Pieris napi
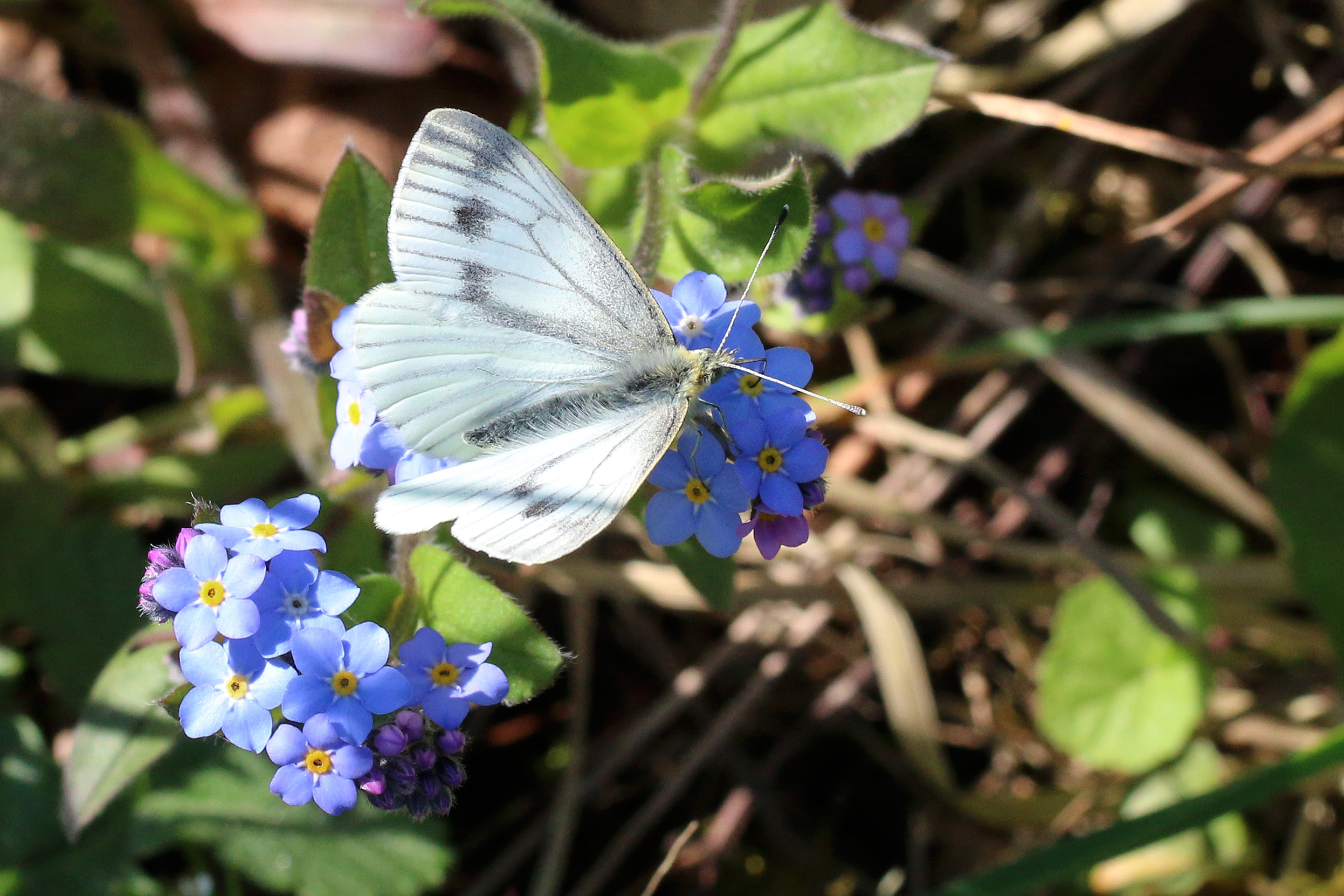
Pieris napi